# Châteauneuf, Vendée
Châteauneuf är en kommun i departementet Vendée i regionen Pays de la Loire i västra Frankrike. Kommunen ligger i kantonen Challans som tillhör arrondissementet Les Sables-d'Olonne. År 2022 hade Châteauneuf 1 144 invånare.

## Befolkningsutveckling
Antalet invånare i kommunen Châteauneuf
| Referens: INSEE |